# 1-ша танкова дивізія (Третій Рейх)
1-ша та́нкова диві́зія (Третій Рейх) (нім. 1. Panzer-Division) — танкова дивізія Вермахту в роки Другої світової війни. Брала участь у бойових діях у Польщі, Франції, на усіх напрямках Східного фронту. Війну завершила в травні 1945 на території австрійських Альп, де капітулювала американським військам.

## Історія

### Формування першого танкового з'єднання
1-ша танкова дивізія була сформована 15 жовтня 1935 на базі 3-ї кавалерійської дивізії та 2-ї навчальної автокоманди (нім. Kraftfahr-lehrkommando II) в 9-му військовому окрузі (нім. Wehrkreis IX).
Спочатку дивізія організаційно включала до свого складу 1-шу танкову бригаду зі штабом в Ерфурті, що мала два танкові полки — 1-й і 2-й танкові (по 2 танкових батальйони в кожному), дислоковані відповідно в Ерфурт і Айзенахе; 1-шу моторизовану бригаду (у складі 2-х моторизованих полків) у Веймарі. Також до її складу входили 73-й артилерійський полк, 4-й моторизований розвідувальний батальйон, винищувально-протитанковий дивізіон й частини забезпечення та підтримки.
Кожен танковий батальйон складався з чотирьох легких танкових рот, що мала по 32 легких танків (Pzkpfw I і II). До складу кожної роти входив командирський взвод (з п'ятьма танками — 1 Pz.Kpfw II і 4 Pz.Kpfw I, пізніше 3 Pz.Kpfw II і 2 Pz.Kpfw I) й ще три взводи такого ж складу. Маленький, оснащений лише кулеметним озброєнням танк (скоріше танкетка), Pz.Kpfw I ніколи не вважався більш ніж тимчасовою заміною, поки досконаліші середні танки Pz.Kpfw III і Pz.Kpfw IV не могли вступити до строю, проте Pz.Kpfw I. використовувалися на фронті під час кампаній проти Польщі і Франції.
Загалом, на той час кожний танковий полк налічував 150–156 танків, у тому числі 12 командирських. Танкова бригада мала на озброєнні 561 танк, включаючи командирські танки.
Штаб-квартира дислокувалася у Веймарі. Дивізією командував генерал кавалерії (надалі — генерал-фельдмаршал) фон Вейхс, особовий склад набирався з Саксонії і Тюрингії.
При формуванні дивізії в 1935 році її першим тактичним знаком був обраний й використовувався до 1940 символ дубового листя. Декілька варіантів первинного зразка використовувалися напередодні і в ході перших кампаній Другої світової війни. У другій половині 1940 була введена спрощена система дивізійних знаків. Вони мали, як правило, дуже прості контури, наносилися білою або жовтою фарбою і були вигадані для того, щоб бути легко пізнаними. Наприкінці 1940 була введена ще простіша система, що використовувала прямі лінії, для того, щоб знаки легко було наносити, запам'ятовувати і взнавати.
На момент створення 1-ша танкова дивізія була лише тінню тої потужної військової машини, якою вона повинна була стати, але разом з 2-ю і 3-ею дивізіями вона дозволила Вермахту розробити нові концептуальні правила ведення танкової війни. Варто зазначити, що перші танкові дивізії були створені в 1935 році, негайно після того, як Гітлер денонсував Версальський договір і обрав курс на широкомасштабне розгортання збройних сил, яке потай почалося незабаром після його приходу до влади.
У лютому та березні 1936 у всіх танкових частинах проводилися інтенсивні тренування і навчання на випробувальному полігоні в Штаумухлене (нім. Staumuhlen). Ці тренування проводилися для підвищення боєготовності з'єднань та частин, що планувалися для дій з реокупації Рейнської області. 7 березня 1936 розпочалося введення військ, але у зв'язку з тим, що нахабна акція Гітлера не зустріла протидії з боку західних держав, негайно після оволодіння Рейнською областю всі танкові частини повернулися до своїх місць постійної дислокації.
Восени 1936 було сформовано ще два танкові полки: 7-й танковий полк у Вейхінгеме (нім. Veihingen) увійшов до складу 1-ї танкової дивізії. З 14 по 29 вересня 1937 року, неподалік від Нойштреліца, пройшли широкомасштабні маневри танкових підрозділів. У навчаннях брали участь частини 1-ї і 3-їй танкових дивізій.
У 1938 році дивізія брала участь в навчаннях з 16-м корпусом, у той час вже повністю моторизованим. Згодом дивізія брала участь в захопленні території в районі Судетських гір і надалі — в аншлюсі.

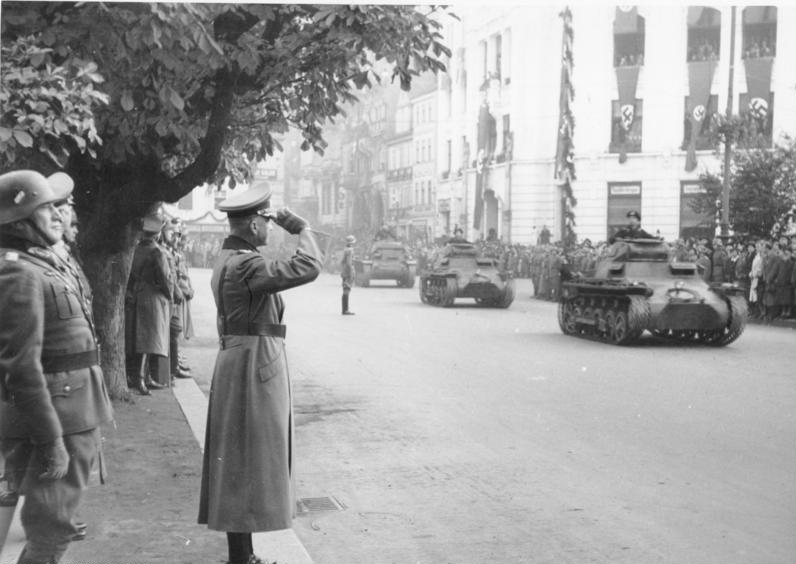
Генерал В. фон Браухіч на параді 1-ї дивізії на честь аншлюса. 13 жовтня 1938

3-4 жовтня 1938 року Німеччина ввела свої війська в Судетську область, як було обумовлено в Мюнхенській угоді від вересня 1938 року. До 10 жовтня введення військ було завершене. Єдиною введеною танковою частиною стала 1-ша танкова дивізія.
Перед початком вторгнення до Польщі в серпні 1939 року кожен танковий полк складався з двох танкових батальйонів. Кожен танковий батальйон включав по дві легкі роти (озброєні Pzkpfw I і II), одна середня рота (озброєну Pzkpfw III і IV) і ще деякі підрозділи. Кожен танковий батальйон мав від 71 до 74 танків, включаючи 5 командирських. Кожен полк мав, як й раніше, від 150 до 156 танків, у тому числі 12 командирських. Дивізія загалом мала у своєму складі від 308 до 316 танків, включаючи 26 командирських.
Кожна дивізія мала свої власні піхотні, розвідувальні, артилерійські, технічні, медичні і транспортні підрозділи, а також частини зв'язку. У той час 1-ша, 2-га і 3-тя танкові дивізії за чисельністю і організацією були ідентичні.
17 серпня 1939 року всі танкові дивізії були приведені в підвищену боєготовність і підготовлені до маршу. 25 серпня вони розпочали рух до східного кордону Рейху.

### 1939—1940

#### Польська кампанія (1939)
На початок польської кампанії дивізія була однією з перших шести танкових з'єднань у вермахті. Вона входила до складу XVI-го (16-го) армійського корпусу 10-ї армії групи армій «Південь».
1 вересня 1939 1-ша танкова дивізія розпочала Польську кампанію, просуваючись у напрямку Варшави та досягши передмістя польської столиці за один тиждень. Контрудар польських армій «Помор'я» і «Познань», обійдених в ході перших боїв, змусив німців зняти з Варшавського напряму моторизовані частини, включаючи 1-ю танкову дивізію, щоб усунути цю загрозу. З 16 по 20 вересня німецькі танки замкнули довкола поляків сталеве кільце, і в битві на Бзуре розбили 19 польських дивізій, захопивши понад 52 тисячі полонених. У грудні 1939 року дивізія повернулася до Німеччини.
Під час Польської кампанії німці використовували як знак національної приналежності білий хрест, проте пізніше він був замінений, оскільки служив відмінною позначкою для розрахунків протитанкових гармат ворога.

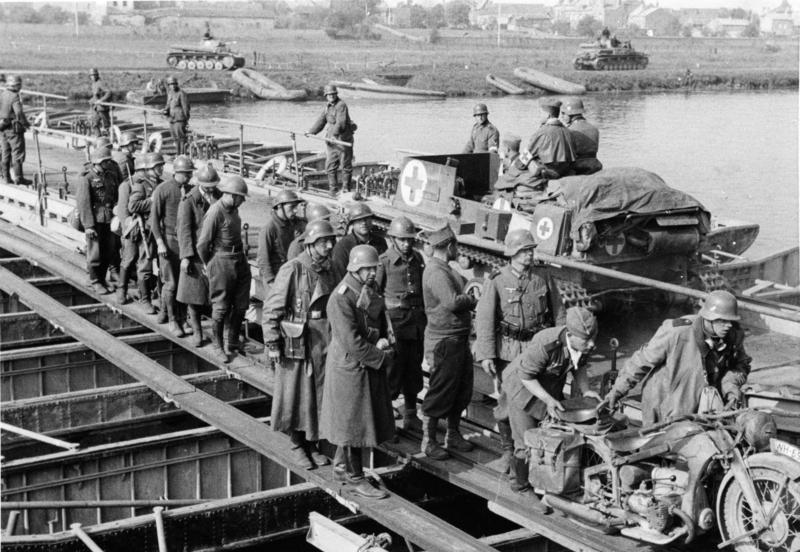
Переправа 1-го танкового полку через Маас у Седана. 14 травня 1940

#### Французька кампанія (1940)
У лютому 1940 дивізія 1-ша танкова дивізія під керівництвом нового командира генерала танкових військ Фрідріха Кірхнера була перекинута на «Західний вал» для підготовки до кампанії на Заході. 1-ша танкова дивізія увійшла до складу XIX-го моторизованого корпусу Гудеріана, в який входили також 2-га і 10-та дивізії, для несподіваного німецького удару через Арденни 10 травня 1940 року.
Прорвавши «лінію Мажино» в районі Седану, корпус Гудеріана розвинув стрімкий наступ по території Франції та невдовзі досяг Ла-Маншу, відрізавши головні сили союзних військ в Бельгії. Наприкінці травня вона діяла проти Британських експедиційних сил, проте за 15 км перед Дюнкерком, до люті Гудеріана, отримала наказ зупинитися.
Після завершення бойових дій в Північній Франції та вдалої евакуації британців з Дюнкерка німці перегрупувалися для удару в південному напрямі. 8 червня 1-ша танкова дивізія увійшла до складу XXXIX-го моторизованого корпусу й була перекинута до західної Франції, щоб зломити опір військ, що там залишалися. Надалі дивізія брала участь в перших атаках на річці Ене. 12 червня дивізія досягла прориву у напрямі Бельфор, тим самим завершив оточення французьких військ, що тримали оборону поздовж «лінії Мажино». Після досить важких боїв французькі оборонні лінії були прорвані і танкові дивізії німців віялом розгорнулися по Франції. 22 червня упосліджувала остаточна капітуляція Франції в Комп'єні.
Після кінця операцій на заході 1-ша танкова дивізія була по-новому структурована в рамках посилення танкових військ. 2-й танковий полк був переданий до 16-ї танкової дивізії, а для компенсації дивізія отримала 113-й панцергренадерський полк. До 1941 дивізія була переозброєна середніми танками Pz. Kpfw III і IV, проте все ще мала в своєму розпорядженні легкі танки Pz. Kpfw II.
1-ша танкова дивізія готувала кадри для майбутніх танкових дивізій. На базі двох танкових полків дивізії були сформовані 7-й, 8-й, 15-й, 35-й та 36-й танкові полки.
З вересня 1940 1-ша танкова дивізія знаходилася в Східній Пруссії на радянському кордоні.

### 1941—1942

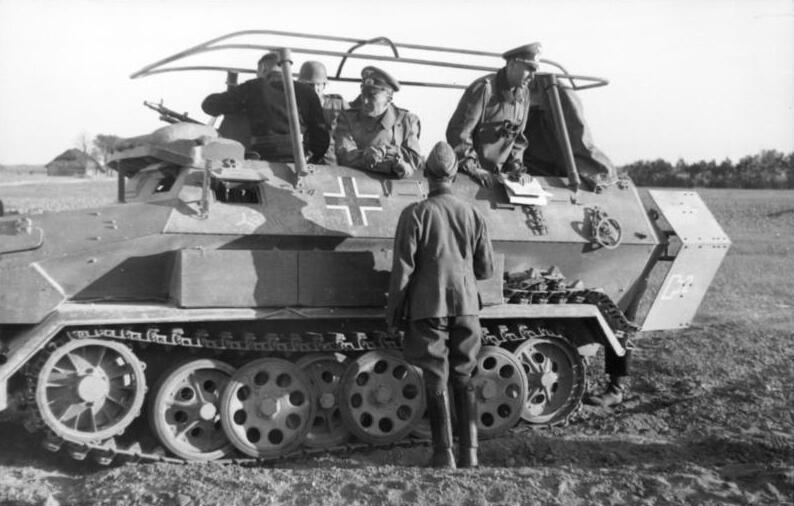
Дивізійний бронетранспортер зв'язку Sd.Kfz. 251. Операція «Барбаросса». Літо 1941

1-ша танкова дивізія брала активну участь в боях під час вторгнення в Радянський Союз як на північному, так й на центральному напрямках Східного фронту.
При підготовці до вторгнення 1-ша танкова дивізія була передана до складу 41-го моторизованого корпусу, доданого 18-й армії в Східній Пруссії. У березні 1941 року вона стала резервним з'єднанням 4-ї танкової групи генерала Е. Гьопнера, групі армій «Північ» фельдмаршала фон Лееба, у складі якої готувалася для нападу на СРСР, що наближався.
22 червня 1941 1-ша танкова дивізія в складі 1-ї танкової групи вступила зі Східної Пруссії на територію Прибалтики. Дивізія була націлена на Ленінград, і протягом наступних місяців танкова дивізія брала участь в інтенсивних боях у Даугавпілса і в наступі на Ленінград. На початку цієї кампанії, у прикордонних битвах, вона допомогла знищити радянський 3-й механізований корпус в Дубіце.
14 липня 1941 дивізія досягла Луги за 65 км від Ленінграда. Проте вона зазнала важких втрат під час завоювання Прибалтики, і на 16 серпня в ній залишилися всього 44 танки в боєздатному стані. Там дивізія залишалася три тижні, поки фронт випрямлявся. З початком Ленінградської блокади і досягнення Вермахтом Ладозького озера 1-ша танкова дивізія почала рухатися у напрямі центру міста Ленінграда, як танкове вістря наступу групи армій «Північ».
Дивізія досягла околиць міста 8 вересня, тим самим замкнувши кільце оточення навколо міста. Проте 18 вересня підготовлений до атаки 41-й моторизований корпус, а разом з ним й 1-ша танкова дивізія, був відведений з ленінградського напрямку.
У жовтні 1941 1-ша танкова дивізія була направлена в групу армій «Центр» для битви під Москвою і увійшла до складу 3-ї танкової групи Гота. Дивізія брала участь в битвах при Вязьмі, Москві і Ржеві. В кінці листопада 1941 дивізія знаходилася приблизно за 20 км від Москви, проте, не змогла досягти міста до тих пір, поки 6 грудня не почався генеральний наступ радянських військ. Протягом двох місяців дивізія була втягнута у важкі оборонні бої.
Відступ дивізії починався в Клині і продовжувався до 200 км на захід від Москви.

#### 1943—1945
Наприкінці року 1-ша танкова дивізія була біля Ржева, звідки після запеклих боїв вона в січні 1943 була перекинута до Франції на відновлення, де увійшла до складу 7-ї армії. В результаті бойових втрат на Східному фронті вона піддалася значному скороченню складу: I танковий батальйон 1-го танкового полку було виведено із складу дивізії і направлено до 16-ї панцергренадерської дивізії, де отримав позначення 116-й танковий батальйон. Втративши I танковий батальйон, дивізія зберегла в своєму складі лише один II танковий батальйон 1-го танкового полку. Після шести місяців танковий парк дивізії обмежувався 7 Pz.Kpfw IV, 26 Pzkpfw III, 12 легкими Pz.Kpfw II і чеськими Pz.Kpfw 38(t).
У червні 1943 дивізію перекинули на Балкани. Наступного місяця вона була в Греції, де відповідала за оборону прибережного сектора. Вона провела осінь 1943 в Греції і потім знову вирушила в південний сектор Східного фронту (листопад 1943), де послідовно діючи у складі 48-го та 3-го танкових корпусах 1-ї танкової армії брала участь в контрударі на захід від Києва, потім вела оборонні бої на південний захід від Бердичева, де залишалася до кінця січня 1944.
Весною 1944 дивізія вона була задіяна в операції по звільненню 11-го і 42-го армійських корпусів з оточення в Черкасах, дедалі билася під час радянської Дніпровсько-Карпатської операції і у квітні була оточена в Кам'янець-Подільському котлі, але спромоглася з 1-ю танковою армією сприяти прориву. Хоча дивізія не змогла здолати дюжину кілометрів для повного прориву котлу, її дії дозволили половині захоплених в капкан німців врятуватися. В наступному місяці 1-ша танкова дивізія вирушила на допомогу 96-й і 291-й піхотним дивізіям, яким загрожувала оточення радянськими військами. Надалі вона вела бої на Дніпрі, в Північній Україні.
15 липня 1944 1-ша танкова дивізія контратакувала в районі Олейор в Польщі, щоб зупинити радянський наступ. У вересні 1944 1-ша танкова дивізія була перекинута до Карпат, в жовтні до Угорщини, де брала участь в боях поблизу Дебрецена. У грудні основні частини дивізії були знищені разом з 6-ю армією в боях біля озера Балатон в районі міста Секешфегервара.
Частина 1-ї танкової дивізії, що залишилася, відійшла до Австрії і брала участь в боях в Альпійській провінції, де на початку травня 1945 залишки дивізії здалися американським військам.

## Нагороджені дивізії
З 1939 по 1945 31 представник особового складу 1-ї танкової дивізії було нагороджено Лицарським Хрестом, п'ятеро (з 890 нагороджених) — «Дубовим листям» і один — Хрестом «За бойові заслуги». Серед удостоєних «Дубового листя» є два командири дивізії: Вальтер Крюгер (24 січня 1944 року # 373) і Вернер Маркс (21 вересня 1944 року, #593).
Нагороджені дивізії
|  | Кавалери Нагрудного знаку ближнього бою в золоті                                                            | 4 |
|  | Кавалери Золотого Німецького Хреста                                                                         | 108 |
|  | Кавалери Срібного Німецького Хреста                                                                         | 8 |
|  | Кавалери Лицарського хреста Залізного хреста з Дубовим листям                                               | 5 (№ 48 майор Йозеф-Франц Еккінгер — 31.12.1941 № 176 оберст Венд фон Вітерсгайм — 12.01.1943 № 373 генерал-лейтенант Вальтер Крюгер — 24.01.1944 № 485 обер-фельдфебель Ганс Штріппель — 04.06.1944 № 593 генерал-майор Вернер Маркс — 21.09.1944) |
|  | Кавалери Лицарського хреста Залізного хреста                                                                | 36 |
|  | Кавалери Лицарського хреста Залізного хреста, удостоєних Хреста Воєнних Заслуг                              | 1 |
|  | Кавалери Почесної застібки Сухопутних військ «Почесна застібка на орденську стрічку для Сухопутних військ»» | 30 |

- Нагороджені Сертифікатом Пошани Головнокомандувача Сухопутних військ (11)

## Командири
- генерал-лейтенант/генерал кавалерії імперський барон Максиміліан фон Вайкс (нім. Maximilian Maria Joseph Reichsfreiherr von Weichs zu Glon) (1 жовтня 1935 — 30 вересня 1937);
- генерал-майор/генерал-лейтенант Рудольф Шмідт (нім. Rudolf Schmidt) (1 жовтня 1937 — 2 листопада 1939);
- генерал-майор/генерал-лейтенант Фрідріх Кірхнер (нім. Friedrich Kirchner) (3 листопада 1939 — 16 липня 1941);
- генерал-майор/генерал-лейтенант Вальтер Крюгер (нім. Walter Krüger) (17 липня 1941 — 8 серпня 1943);
- оберст Освін Гроліг (8 серпня — 9 вересня 1943)
- оберст Вальтер Зет (вересень 1943)
- генерал-лейтенант Вальтер Крюгер (вересень 1943 — 1 січня 1944)
- генерал-майор/генерал-лейтенант Ріхард Колль (нім. Richard Koll) (1 січня — 19 лютого 1944);
- оберст/генерал-майор Вернер Маркс (нім. Werner Marcks) (20 лютого — 25 вересня 1944);
- оберст/генерал-майор/генерал-лейтенант Ебергард Тунерт (нім. Eberhard Thunert) (25 вересня 1944 — 8 травня 1945).

## Райони бойових дій та дислокації дивізії
- Німеччина (1935—1938);
  - Німеччина (Рейнська демілітаризована зона) (березень 1936);
- Польща (вересень — грудень 1939);
- Німеччина (Лінія Густава) (грудень 1939 — травень 1940);
- Люксембург, Бельгія, Франція (травень — серпень 1940);
- Німеччина (Східна Пруссія) (вересень 1940— червень 1941);
- Східний фронт (північний напрямок) (червень — жовтень 1941);
- Східний фронт (центральний напрямок) (жовтень 1941 — січень 1943);
- Франція (січень — червень 1943);
- Балкани (червень 1943);
- Греція (липень — жовтень 1943);
- Східний фронт (південний напрямок) (Україна) (жовтень 1943 — серпень 1944);
- Польща (серпень — жовтень 1944);
- Угорщина (жовтень 1944 — квітень 1945);
- Австрія (травень 1945).

## Бойовий склад 1-ї танкової дивізії
- 1-ша танкова бригада [1.Panzer-Brigade]:
  - 1-й танковий полк (Panzer-regiment 1)
    - 1-й танковий батальйон [Panzer-abteilung I] - знищений в липні 1941, знову доданий в січні 1943
    - 2-й танковий батальйон [Panzer-abteilung II]

  - 2-й танковий полк [Panzer-regiment 2] - в жовтні 1940 р. вилучений з дивізії
    - 1-й танковий батальйон [Panzer-abteilung I]
    - 2-й танковий батальйон [Panzer-abteilung II]
- 1-ша моторизована бригада [1.Schutzen-Brigade]:
  - 1-й моторизований полк [Schutzen-regiment 1], в липні 1941 р. перейменований на 1-й панцергренадерський полк
    - 1-й моторизований батальйон [Schutzen-bataillon I]
    - 2-й моторизований батальйон [Schutzen-bataillon II]
    - 3-й моторизований батальйон [Schutzen-bataillon III], доданий в жовтні 1939, вилучений в листопаді 1940

  - 113-й моторизований полк [Schutzen-regiment 113], в липні 1941 р. перейменований на 113-й панцергренадерський полк
    -       - 1-й моторизований батальйон [Schutzen-bataillon I], доданий в листопаді 1940

    - 2-й моторизований батальйон [Schutzen-bataillon II], додано в лютому 1941
    - 1-й мотоциклетний батальйон [Kradschutzen-bataillon 1]
- 73-й артилерійський полк [Artillerie-regiment 73]
  - 1-й артилерійський дивізіон [Artillerie-abteilung I]
  - 2-й артилерійський дивізіон [Artillerie-abteilung II]
  - 3-й артилерійський дивізіон [Artillerie-abteilung III]
- 37-й винищувально-протитанковий дивізіон [Panzerjager-abteilung 37]
- 37-й саперний батальйон [Pionier-bataillon 37]
- 4-й моторизований розвідувальний батальйон [Aufklarungs-abteilung 4]
- 37-й батальйон зв'язку [Nachrichten-abteilung 37]
- 81-й інтендантський загін
- 81-й польовий запасний батальйон

- 1-ша танкова бригада [Panzer-brigade 1]:
  - 1-й танковий полк [Panzer-regiment 1]
  - 2-й танковий полк [Panzer-regiment 2]
- 1-ша мотопіхотна бригада (Schutzen-brigade 1):
  - 1-й мотопіхотний полк [Schutzen-regiment 1]
    - 1-й мотоциклетний батальйон [Kradschutzen-bataillon 1]

  - 702-га важка артилерійська рота [Schwere Infanterie Geschutz Kompanie 702 (Olt. Wiedemann vom IR 477)]
- 73-й артилерійський полк [Artillerie-regiment 73]
- 4-й розвідувальний батальйон [Aufklarungs-abteilung 4]
- 37-й винищувально-протитанковий дивізіон [Panzerjager-abteilung 37]
- 37-й саперний батальйон [Pionier-bataillon 37]
- 37-й батальйон зв'язку [Nachrichten-bataillon 37]
- 81-ше польове управління [Verwaltungstruppen 81]
- 81-й інтендантський загін [Nachschubdienste 81]
- 81-ша польова пошта [Feldpostamt 81]
- 81-й взвод військової поліції [Feldgendarmerie-trupp 81];
- 81-й санітарний загін [Sanitatsdienste 81].

- 1-й танковий полк
  - танковий батальйон II
- 1-й панцергренадерський полк
  - панцергренадерський батальйон I
  - панцергренадерський батальйон II
- 113-й панцергренадерський полк 
  - панцергренадерський батальйон I
  - панцергренадерський батальйон II
- 73-й артилерійський полк (три артилерійські дивізіони)
- 4-й розвідувальний батальйон
- 37-й протитанковий батальйон
- 37-й саперний батальйон
- 37-й батальйон зв'язку
- 1009-й гренадерський запасний батальйон;
- 37-й загін постачання.

- 1-й танковий полк [Panzer-regiment 1]
  - 1-й танковий батальйон [Panzer-abteilung I]
  - 2-й танковий батальйон [Panzer-abteilung II]
- 1-й танково-гренадерський полк [Panzer-grenadier-regiment 1]
- 113-й танково-гренадерський полк [Panzer-grenadier-regiment 113]
- 73-й артилерійський полк [Panzer-artillerie-regiment 73]
  - 1-й артилерійський дивізіон [Artillerie-abteilung I]
  - 2-й артилерійський дивізіон [Artillerie-abteilung II]
  - 3-й артилерійський дивізіон [Artillerie-abteilung III]
- 1-й розвідувальний батальйон [Panzer-aufklarungs-abteilung 1]
- 299-й зенітний дивізіон [Heeres-flak-artillerie-abteilung 299]
- 37-й винищувально-протитанковий дивізіон [Panzerjager-abteilung 37]
- 37-й саперний батальйон [Panzer-pionier-bataillon 37]
- 37-й батальйон зв'язку [Panzer-nachrichten-bataillon 37]
- 81-ше польове управління [Verwaltungstruppen 81]
- 81-й інтендантський загін [Nachschubdienste 81]
- 81-ша польова пошта [Feldpostamt 81]
- 81-й взвод військової поліції [Feldgendarmerie-trupp 81]
- 81-й санітарний загін [Sanitatsdienste 81]